# André Rodrigues de Matos
André Rodrigues de Matos (Lisboa, 1638 – Lisboa, Campo Grande, 17 de Agosto de 1698) foi um escritor, poeta e tradutor português, que actuou sobretudo na segunda metade do século XVII.

## Biografia
A 7 de Outubro de 1648, ainda muito jovem, André Rodrigues de Matos ingressou na Universidade de Coimbra para estudar Cânones (Direito Canónico). Obteve o grau de Bacharel a 20 de Abril de 1654, tendo realizado sua formatura a 14 de Abril de 1655."
Foi um membro proeminente dos círculos literários portugueses seiscentistas, nomeadamente da Academia dos Generosos e da Academia dos Singulares.

### Tradução deJerusalém Libertada, de Tasso
Em 1682, traduziu para português e publicou Jerusalém Libertada, de Torquato Tasso, poema heroico publicado originalmente, em 1581, no dialeto toscano. Este trabalho valeu-lhe uma nota de louvor por parte do Grão-Duque da Toscânia, Cosme III de Médici.

### Censura às suas obras
Há notícia de que uma obra sua, Rimas Várias, publicada em 1654, teria sido mandada recolher por conter obscenidades atentatórias da moral pública. Não restam hoje, contudo, quaisquer vestígios da dita obra.
No contexto da Guerra da Restauração, a obra de Rodrigues de Matos foi alvo de censura por motivos de ordem pública. Em 14 de Agosto de 1663, um decreto do Desembargo do Paço determinou que obras que envolvessem “coisas de Estado ou reputação pública” só poderiam ser licenciadas mediante prévia consulta, mandando assim recolher as suas Oitavas Rimas, que continham duras críticas à conduta do povo de Évora nesse ano, aquando do cerco da cidade pelo exército comandado por João José de Áustria, filho bastardo de Filipe IV de Espanha. Este episódio evidencia o controlo estatal sobre a produção literária no reinado de D. João IV, no contexto dos conflitos políticos e militares do período.

### Morte
Diz o Abade Diogo Barbosa Machado, na sua Biblioteca Lusitana, que André Rodrigues de Matos «costumava retirar-se no tempo do Verão para uma sua quinta situada no Campo Grande, subúrbio de Lisboa, onde em idade de 60 anos tão descontente da vida como desejoso da morte acabou a carreira da sua peregrinação a 17 de Agosto de 1698». Tamanho tom fatalista levou autores como Inocêncio Francisco da Silva a especular que Rodrigues de Matos teria posto termo à própria vida. Contudo, o facto de, segundo o assento de óbito, ter recebido todos os sacramentos, indicia que estaria doente. O próprio Inocêncio Francisco da Silva, em edição posterior, recua na tese do suicídio. 
Foi sepultado junto ao Altar da Capela de Nossa Senhora da Conceição da Igreja dos Santos Reis Magos do Campo Grande.

## Obras
- O Godofredo ou Jerusalém Libertada, Lisboa, 1682. – edição de 1859 disponível no Google Livros.
- Triumpho das armas portuguesas, deduzido de vários versos de Luiz de Camões, Lisboa, 1683. Dedicado a Luís de Vasconcelos e Sousa, 3.º Conde de Castelo Melhor.
- Dialogo fúnebre entre o Reino de Portugal e o Rio Tejo, glosando o afamado soneto «Formoso Tejo meu quão differente te vejo», Lisboa, 1690. Dedicado à prematura morte da Infanta D. Isabel Luísa Josefa de Portugal.